# Charles Thomas Mason
Charles Thomas Mason (1918-2012) fue un botánico, y profesor estadounidense, que desarrolló actividades académicas en el Herbario y Dto. de Botánica, Facultad de Agricultura, de la Universidad de Arizona

## Algunas publicaciones
- charles thomas Mason. 1951. Development of the embryo-sac in the genus Limnanthes. Edición reimpresa. 6 pp.

### Libros
- charles thomas Mason, patricia b. Mason. 1987. A handbook of Mexican roadside flora. Edición ilustrada de Univ. of Arizona Press, 380 pp. ISBN 0816509972
- baki Kasapligil, charles thomas Mason, jên-hau Shan, lois lillian eubank Egerod, paul claude Silva, sanford samuel Tepfer, lincoln Constance. 1953. Floral anatomy and ontogeny in Aquilegia formosa var. truncata and Ranunculus repens. Volumen 25 de Morphological and Ontogenetic Studies of Umbellularia Californica Nutt. and Laurus Nobilis L. Editor University of California press, 135 pp.
- charles Thomas Mason. 1952. A systematic study of the genus Limnanthes R.Br. Editor Univ. of California press, 52 pp.
- -----------------------------------. 1949. A systematic study of the genus Limnanthes. Editor Univ. of California, 250 pp.

## Eponimia
- (Gentianaceae) Gentiana masonii T.N.Ho[2]
- (Proteaceae) Grevillea masonii Olde & Marriott[3]